# Hans-Ulrich Schnitzler
Hans-Ulrich Schnitzler (* 6. März 1939) ist ein deutscher Fledermausforscher, Neurobiologe und Hochschullehrer der Universität Tübingen.

## Leben
Hans-Ulrich Schnitzler studierte Biologie an der Universität Tübingen, wo er 1968 promovierte. Nach einem Aufenthalt an der Rockefeller-Universität in New York (1968/69) habilitierte er 1973 in Tübingen. Er hatte Professuren in Frankfurt und Marburg inne, bevor er 1980 den Lehrstuhl für Tierphysiologie der Universität Tübingen bekam. Seit 2008 ist er der erste Seniorprofessor der Universität und aktiv u. a. im Exzellenzcluster integrative Neurowissenschaften.

## Forschung
Schnitzler ist Tierphysiologe, Verhaltensforscher, Neurobiologe und hat auf all diesen Gebieten publiziert. Sein eindeutiger Forschungsschwerpunkt liegt allerdings auf Fledermäusen, und dort vor allem auf deren Echoortungsverhalten. Schon früh hat er die Dopplereffektkompensation bei Rhinolophiden entdeckt. Er hat weltweit Fledermäuse und ihr Echoortungsverhalten beschrieben, analysiert, funktionelle Erklärungen gefunden und kategorisiert. Wichtige Ergebnisse sind dabei unter anderem, dass Fledermäuse und auch echoortende Delphine ihre Ortungslaute an die Bedingungen der aktuellen Aufgabe anpassen. Unter seiner Leitung ist auch die moderne Einteilung der Gildenstruktur von Fledermäusen entstanden.

## Mitgliedschaften und Funktionen
Schnitzler war Mitglied verschiedener wissenschaftlicher Fachgesellschaften, unter anderem der Deutschen Neurowissenschaftlichen Gesellschaft, deren Sektionssprecher er auch war. Er war Fachgutachter vieler Fachzeitschriften und Gutachter für die DFG und andere nationale und internationale Forschungsfördereinrichtungen. Er hat in Tübingen einen neurobiologischen Sonderforschungsbereich mitgegründet und war Gründer einer der ersten Graduiertenkollegs der DFG, und somit intensiv am Aufbau der Tübinger neurobiologischen Forschungslandschaft beteiligt, aus welcher sich letztendlich das Exzellenzcluster integrative Neurowissenschaften gründete.

## Auszeichnungen
- 2000–2001: Daimler/Chrysler Fellow am Wissenschaftskolleg Berlin[8]
- 2011: Eine neuentdeckte Hufeisennase wird Schnitzler-Hufeisennase (Rhinolophus schnitzleri) genannt für Schnitzlers Verdienste um die Echoortung[9]